# Folgensbourg
Folgensbourg je občina v departmaju Haut-Rhin francoske regije Alzacija.
Leta 1990 je v občini živelo 581 oseb oz. 86 oseb/km².